# Lady L.
Pour le film, voir Lady L. (film). Pour les autres homonymes, voir Lady (homonymie).
Lady L. est un roman en langue anglaise de Romain Gary paru en 1959, puis en 1963 en version française. Écrit en 1958, la traduction initiale est de Jean Rosenthal, supervisée par l'auteur, selon Bernard Pivot.

## Résumé
Une vieille dame très respectable de l'aristocratie britannique fête son anniversaire en compagnie de toute sa famille, enfants et petits-enfants, ayant tous plus que bien réussi socialement. Pourtant, tout ceci n'est qu'une aimable façade, un rôle qu'elle a choisi de jouer et qui la déçoit amèrement, car la vérité est bien plus noire et bien plus ardente. Elle décide, lassée de tous ces secrets, de conter son histoire à son confident Sir Percy, typiquement anglais, qui la vénère. L' on découvre ainsi que cette vieille dame, qui n'est d'ailleurs jamais nommée, a un passé sombre et peu glorieux. Elle a en effet été prostituée jusqu'à ce qu' on la recrute pour mener à bien différents projets d'attentats anarchistes 

## Analyse
Ce roman plein de surprises et d'humour, est une critique de la société britannique au temps de la reine Victoria, de la lutte des classes, avec portraits d'un côté des révolutionnaires anarchistes et de l'autre des aristocrates.
Romain Gary critique donc le Masque social que peut revétir une personne qui paraît intouchable du fait de son rang en société. Lady L paraît en effet extrêmement respectable; du fait de son âge et de sa position sociale. 
Derrière Lady L., difficile de ne pas voir une évocation de Lesley Blanch, avec qui Romain Gary fut marié de la fin de la Seconde Guerre mondiale au début des années 1960. De nationalité britannique, et de 10 ans son aînée, Lesley menait une vie aisée en dépit de la guerre. Elle et Gary s'étaient rencontrés en Grande-Bretagne, où ce dernier avait rejoint les Forces françaises libres. Leur union ne fut pas malheureuse, Lesley tolérant les nombreuses liaisons et les mondanités imposées par les fonctions de secrétaire d'ambassade, puis de consul, de Gary. En revanche, leur séparation fut particulièrement douloureuse.

## Publications
- Romain Gary, Lady L., a novel, Simon and Schuster, New York, 1959
- Romain Gary, Lady L., collection Blanche, Gallimard, Paris, 1963

## Adaptation
Le roman a été adapté au cinéma par l'auteur et réalisé par Peter Ustinov en 1965, avec Sophia Loren dans le rôle de Lady L.
Le roman a été adapté pour le théâtre par Léa Delvaux et Olivier Donneau. La pièce, mise en scène par Jérôme Serlez, a été jouée au Théâtre Le Moderne de Liège de décembre 2023 à janvier 2024.